# KZ-Außenlager Linz III

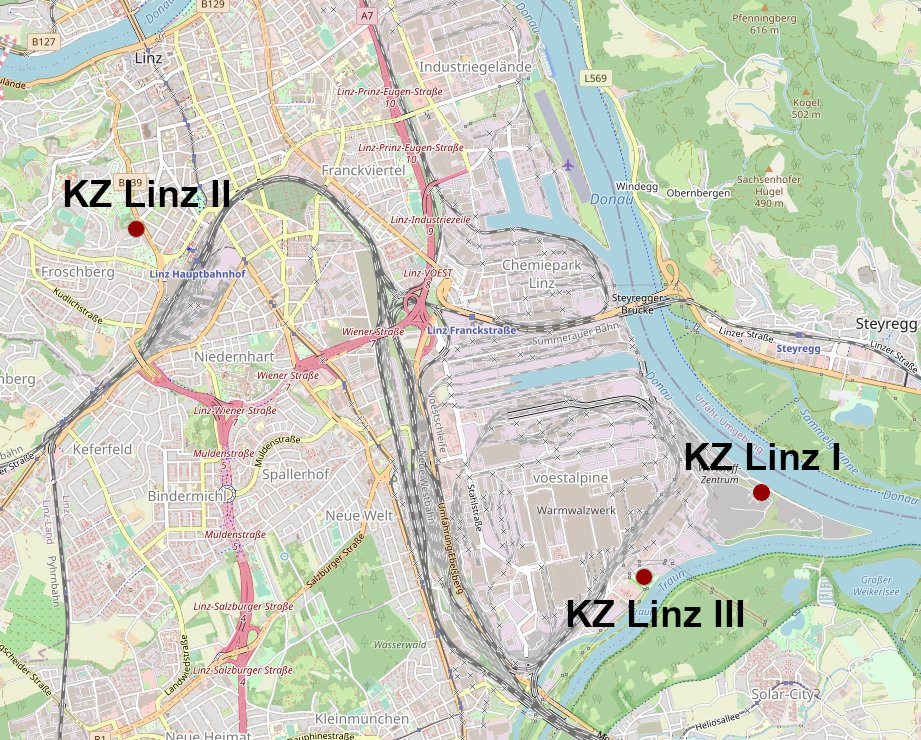
Position der Konzentrationslager in Linz

Das Konzentrationslager Linz III war ein Außenlager des Konzentrationslagers Mauthausen in Linz bei den Reichswerken Hermann Göring. Es bestand vom 22. Mai 1944 bis zur Befreiung am 5. Mai 1945. Insgesamt wurden ca. 6800 Häftlinge in das Lager eingewiesen, mindestens 700 Häftlinge starben. Die Gefangenen mussten vor allem im Panzerbau arbeiten.

## Geschichte

### Gründung
Anfang 1943 wurde das Außenlager Linz I bei den Reichswerken Hermann Göring errichtet. Da das Lager Linz I zu klein wurde, wurde das neue größere Außenlager Linz III zwischen dem Werksgelände der Hermann Göring Werke und der Traun gegründet. Dort befand sich bereits ein Barackenlager, das u. a. zur Unterbringung italienischer Militärinternierter diente. Am 22. Mai 1944 wurde eine erste Gruppe von 30 Häftlingen in das Lager Linz III überstellt. Am 25. Juli 1944 wurden Teile des Werksgeländes bei Bombenangriffen getroffen, durch die über 100 KZ-Häftlinge starben. Da auch das Lager Linz I dabei zerstört wurde, wurde das Lager aufgelöst und die über 600 Häftlinge von Linz I nach Linz III überstellt.

### Zwangsarbeit
Das Konzentrationslager Linz III wurde vor allem für die Zwangsarbeit in den Eisenwerken Oberdonau und der Stahlbau GmbH, beides Tochterfirmen der Reichswerke Hermann Göring, gegründet. Häftlinge mussten in drei Hallen beim Bau von Panzern arbeiten. Später wurden KZ-Häftlinge auch im Hüttenwerk bei der Produktion, in den Alpine-Montan-Betrieben und in den Schlackewerken eingesetzt. Da Linz mehrfach von alliierten Flugzeugen bombardiert wurde, wurden die Häftlinge auch zu Aufräumarbeiten am Werksgelände sowie in der Stadt Linz eingesetzt. Die Gefangenen mussten außerdem Luftschutzstollen bauen.

### Häftlinge
Insgesamt wurden 6786 Häftlinge in das Lager Linz III deportiert. Der Höchststand wurde Anfang Oktober 1944 mit 5660 Häftlingen erreicht. Etwa 4800 Häftlinge erlebten die Befreiung durch amerikanische Soldaten am 5. Mai 1945. Mit den über 100 KZ-Häftlingen, die bei einem Bombenangriff am 22. Mai 1944 starben, kamen in Linz III insgesamt mindestens 700 Häftlinge ums Leben.
Die Gefangenen des Lagers stammten aus über 20 Nationen. Große Gruppen stammten aus der Sowjetunion sowie aus Polen. Außerdem gab es Gruppen aus Ungarn, Italien, Frankreich und dem Deutschen Reich. Auch jüdische Häftlinge aus Polen und Ungarn wurden in Linz III inhaftiert.

### Lebens- und Arbeitsbedingungen
Da die Häftlinge in Linz III bei verschiedenen Arbeitskommandos arbeiten mussten, waren die Arbeitsbedingungen sehr unterschiedlich. Die Häftlinge mussten teilweise im Schichtbetrieb arbeiten. Die Lebens- und Arbeitsbedingungen verschlechterten sich, wie im gesamten Lagersystem Mauthausen, mit der Zeit. Dazu gehörte steigender Zeitdruck, längere Arbeitszeiten sowie Misshandlungen der Häftlinge durch Firmenangehörige und Wachmänner. Der Großteil, ca. zwei Drittel, der ca. 700 Todesfälle ereignete sich in den letzten sechs Wochen vor der Befreiung. In diesen Wochen wurden auch kranke Gefangene gezielt getötet.

### Bewachung
Insgesamt wurden ca. 350 Männer für die Bewachung des Lagers eingesetzt. Diese waren zum Teil SS-Männer, Wehrmachtsangehörige, aber auch sogenannte Volksdeutsche aus Südosteuropa und sogenannte Trawniki-Männer aus der Ukraine. Lagerführer war SS-Obersturmbannführer Karl Schöpperle. Schöpperle kam aus dem Schwarzwald und war Architekt und Direktor einer Berufsschule. Er war zuvor bereits beim Aufbau anderer Außenlager eingesetzt worden. Karl Schöpperle wurde nach dem Krieg zum Tode verurteilt und im November 1948 hingerichtet. Weitere SS-Angehörige in Linz III waren der Arbeitsdienstführer Herbert Winkler und der Rapportführer Franz Kofler. Das Lager Linz III wurde bei mehreren Gerichtsprozessen behandelt. Neben SS-Angehörigen waren auch zivile Werksmeister angeklagt.

## Nachkriegsgeschichte

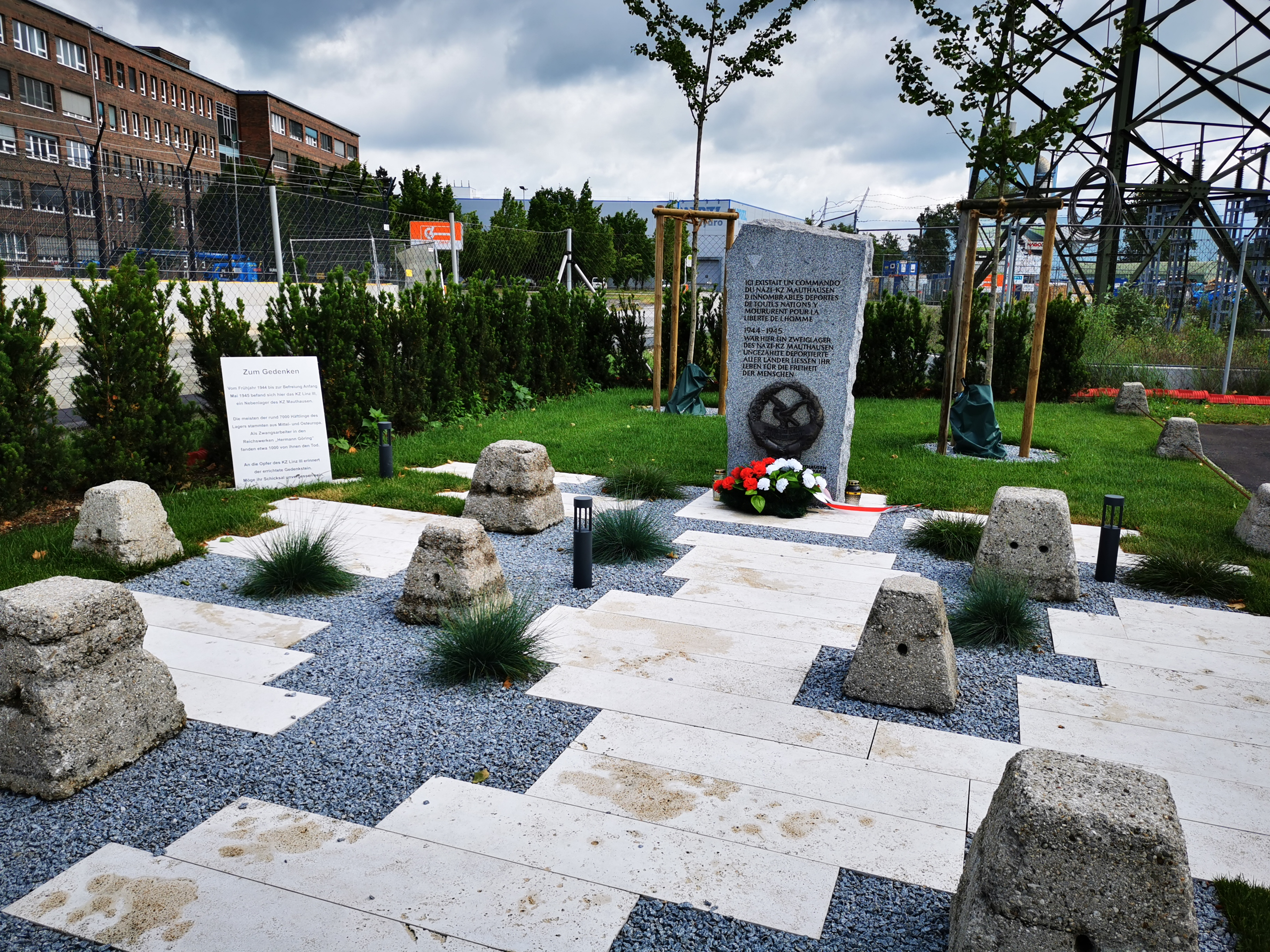
Gedenkstein am Gelände des ehemaligen Lagers Linz III

Um 1965 errichtete die Amicale de Mauthausen, ein französischer Überlebendenverband, einen Gedenkstein am Gelände des ehemaligen Lagers Linz III. Der Gedenkstein wurde später auf einen Parkplatz der Sportanlage der voestalpine verlegt. Der Text auf dem Stein lautet:
1944–1945 war hier ein Zweiglager des Nazi-KZ Mauthausen. Ungezählte Deportierte aller Länder ließen ihr Leben für die Freiheit der Menschen.
Zum 80 jährigen Jubiläum der Befreiung des Lagers wurde der Gedenkstein 2025 am Gelände der Sportanlage der voestalpine an einen sichtbareren Ort verlegt und erweitert.
Die voestalpine betreibt außerdem das Zeitgeschichte Museum, in dem auch die Zwangsarbeit der KZ-Häftlinge von Linz III behandelt wird. Jedes Jahr im Mai findet eine Befreiungsfeier zum Gedenken an die Opfer des KZ Linz III statt.